# Tripiljska kultura
Tripiljska kultura (ukr. Трипільська культура) potječe s prostora zapadne Ukrajine, točnije između rijeka Dnjepar i Dnjestar, a ime je dobila prema selu Tripilja u blizini grada Kijeva, gdje su je otkrili ukrajinski arheolozi krajem 19. stoljeća. Sličan oblik kulture otkriven u sjeveroistočnoj Rumunjskoj i sjevernoj Moldovi je poznatiji pod nazivom Cucuteni kultura. O točnom podrijetlu i sadržaju te kulture do danas se vode stručne rasprave, ali je prihvaćena činjenica da su osnovicu te kulture činila neolitska plemena čije je najranije razdoblje od 4000. do 3000. godina pr. Kr. Ukrajinska arheologija raspolaže s brojnim saznanjima o tripiljskoj kulturi jer su njezini tragovi pronađeni u samom centru Kijeva, gdje su početkom 3000. godina pr. Kr. postojala naselja zemljoradničko-stočarskih plemena Tripiljaca.
Tripiljci su prema istraživanjima živjeli na iskonsko slavenskim područjima s toga su pojedini povjesničari stvorili zaključak da su oni vrlo vjerojatno slavenski preci, odnosno Praslaveni. Slaveni su naslijedili njihovu tada bogatu kulturu koja je u maločemu zaostajala za ranim civilizacijama Starog Istoka iz 5000. – 4000. godina pr. Kr. Osim prastarih pronađenih naselja na prostorima zapadne Ukrajine, Tripiljci su prepoznatiljivi i po različitim predmetima njihova rada, ukrasima izrađenim od kremena, kosti, roga, te svjedoče o izloženom kultu plodnosti i kultu predaka. U tehnici keramike najzastupljeniji su likovi žena u sjedećem položaju, dok se u izradi keramičkog posuđa primjećuju likovi zmajeva koji su simbolizirali zaštitu.

## Vanjske poveznice
- Трипольская культура. Восточноевропейский археологический журнал
- Трипільська цивілізація
- Трипільська культура на Київщині  Arhivirana inačica izvorne stranice od 3. ožujka 2021. (Wayback Machine)
- Зброя племен культури Трипілля - Кукутені  Arhivirana inačica izvorne stranice od 3. rujna 2010. (Wayback Machine)
- Сергій СЕГЕДА. Антропологічні риси творців Трипільської культури  Arhivirana inačica izvorne stranice od 1. rujna 2010. (Wayback Machine)
- Світлини музею трипільської культури с.Трипілля[neaktivna poveznica]
- Леонід ЗАЛІЗНЯК.ПРО ТРИПІЛЬЦІВ, СЕМІТІВ ТА НАРДЕПІВ-ТРИПІЛЛЯЗНАВЦІВ  Arhivirana inačica izvorne stranice od 30. listopada 2005. (Wayback Machine)
- Валентин МОЙСЕЄНКО.ТРИПІЛЬСЬКІ ПРОТОМІСТА І СВІТОВА ЦИВІЛІЗАЦІЯ  Arhivirana inačica izvorne stranice od 11. studenoga 2005. (Wayback Machine)
- Валентин МОЙСЕЄНКО.ЦЕ СОЛОДКЕ СЛОВО — АМАРГІ, АБО САГА ПРО ДЕМОКРАТІЮ  Arhivirana inačica izvorne stranice od 10. ožujka 2007. (Wayback Machine)
- Михайло Відейко: “55% українців походять від трипільців”  Arhivirana inačica izvorne stranice od 20. listopada 2008. (Wayback Machine)
- Трипільскі витоки містобудівних традицій у давніх слов`ян  Arhivirana inačica izvorne stranice od 1. rujna 2010. (Wayback Machine)
- Трипільська культура – первень українського народного мистецтва  Arhivirana inačica izvorne stranice od 3. rujna 2010. (Wayback Machine)
- Приватний історико-археологічний музей “Прадавня Аратта – Україна” в с.Трипілля  Arhivirana inačica izvorne stranice od 22. prosinca 2020. (Wayback Machine)